# ديفيد تايلور (لاعب كرة قدم بريطاني)
ديفيد تايلور (بالإنجليزية: David Taylor)‏ هو لاعب كرة قدم ومدرب كرة قدم بريطاني، ولد في 14 مارس 1954 في فورفار ‏ في المملكة المتحدة، وتوفي في 24 يونيو 2014 في اسكتلندا في المملكة المتحدة.